# Iacobeni (okręg Botoszany)
Iacobeni – wieś w Rumunii, w okręgu Botoszany, w gminie Dângeni. W 2011 roku liczyła 1237 mieszkańców.